# Diecéze Tournai
Diecéze Tournai (latinsky Dioecesis Tornacensis) je římskokatolická diecéze na území Belgie se sídlem v Tournai, která je sufragánní vůči arcidiecézi mechelensko-bruselské. Pod její jurisdikcí se nachází belgická provincie Henegavsko (Hainaut).

## Historie
Ve 3. století svatý Piatus ze Seclinu evangelizoval v lokalitě Turnacum, a nepodložená tradice říká, že byl prvním biskupem tohoto místa. Diecéze byla zřízena až na počátku 6. století svatým Remigiem, který její území vyčlenil z remešské arcidiecéze, a proto k ní Tournai bylo sufragánní. Není však jasné, zda původně byla spojena s diecézí Noyon nebo ne, což však nastalo nejpozději v 7. století, a trvalo až do roku 1146. Při reorganizaci církevní organizace španělského Nizozemí , kterou provedl papež Pavel IV., byly z tournaiské diecéze vyčleněny diecéze Bruggy a Gent a Tournai se stalo sufragánní vůči arcidiecézi cambraiské. V důsledku konkordátu s Napoleonem se v roce 1801 tournaiská diecéze stala sufragánní vůči mechelenské arcidiecézi.